# Monastère Saint-Jean-Baptiste (Jašunja)
Pour les articles homonymes, voir Monastère Saint-Jean-Baptiste.
Le monastère Saint-Jean-Baptiste (en serbe cyrillique : Манастир Светог Јована Крститеља у Јашуњи ; en serbe latin : Manastir Svetog Jovana Krstitelja u Jašunji) est un monastère orthodoxe serbe situé à Golema Njiva près de Jašunja, dans le district de Jablanica et sur le territoire de la ville de Leskovac en Serbie. Il est inscrit sur la liste des monuments culturels de grande importance de la république de Serbie (identifiant no SK 210).

## Présentation
Le monastère, situé sur les pentes de la Suva planina, a été construit en 1517 à l'emplacement d'un site remontant à la dynastie des Nemanjić ; il est associé à Andronic Cantacuzène et à son frère, la famille des Cantacuzène étant étroitement alliée à la dynastie serbe des Branković,. Le monastère a été plusieurs fois saccagé par les Ottomans et l'église a été reconstruite en 1693 et, à cette occasion, elle a été dotée d'un nouveau toit.
L'église est constituée d'une nef unique dotée d'une voûte en berceau et précédée d'un porche et d'un narthex ; elle prolongée par une abside demi-circulaire. Les façades sont rythmées par une alternance de pierres et de briques.
L'église est ornée de fresques dont les plus anciennes, celles de la nef, ont été réalisées en 1524 par un certain Pierre, venu de Sofia. Les peintures de la zone médiane du narthex et celles de la façade occidentale datent sans doute de 1583 ; on y trouve notamment des représentations des Fêtes saintes, de la Passion du Christ et de l'Acathiste à la Mère de Dieu,. Des travaux sur les fresques ont été réalisés par le peintre Jakov de Vélès et son fils Đorđe en 1902,.
Des fouilles archéologiques et des travaux de restauration ont été effectués sur le site en 1986–1987.